# Апидима
Апи́дима (греч. Σπήλαιο Απήδημα) — комплекс из четырёх небольших пещер на западном берегу полуострова Мани в южной Греции. Археологическое исследование пещеры обнаружило фоссилии неандертальца и человека разумного эпохи палеолита. Ископаемые останки H. sapiens на 2019 год являются самым ранним известным образцом современного человека за пределами Африки, более чем на 150 тыс. лет старше предыдущих находок в Европе.

## Описание
Пещерный комплекс Апидима — это карстовые пещеры, расположенные на западном берегу полуострова Мани в южной Греции. Они образованы эрозией в среднем триасе-позднем эоцене. Комплекс состоит из четырёх небольших пещер, обозначаемых буквами «A», «B», «C» и «D».
В настоящее время пещеры находятся высоко над ватерлинией на поверхности большого известнякового морского утёса и доступны только на лодке. Но во время ледникового периода, когда уровень моря был более чем на 100 метров ниже, несколько пещер по всему миру (включая Апидиму), которые сейчас затоплены или находятся в зоне волн, находились высоко над уровнем моря и были заняты ранними людьми.

## Археология
Научно-исследовательская программа в Апидиме началась в 1978 году. Она проводится Национальным археологическим музеем Греции в сотрудничестве с Лабораторией исторической геологии-палеонтологии Афинского университета, Институтом геологии и минерального освоения и Университетом Аристотеля в Салониках.
С 1978 года Теодор Пициос вместе со своей командой собрали на этом месте около 20 тыс. костей, фрагментов костей и зубов различной фауны. Из них несколько костей животных с вероятными следами разделки, а также две фоссилии H. sapiens, выкопанные из-под плотного слоя брекчии на высоте 4 метра над уровнем моря.
В 1978 году исследователи обнаружили два примечательных черепа в пещере Апидима «А». Они получили названия ΛΑΟ1/Σ1 (Апидима 1) и ΛΑΟ1/Σ2 (Апидима 2). Каменные орудия были найдены во всех четырёх пещерах.
Исследования, опубликованные в июле 2019 года, показали, что фрагмент черепа Апидима 2 имеет морфологию неандертальца, и датируется, с использованием уран-ториевой датировки возрастом более 170 тыс. лет. Череп Апидима 1 представляет собой смесь черт современного и примитивного человека, и был признан более старым, датированный возрастом — с использованием того же метода — более 210 тыс. лет, что более чем на 150 тыс. лет старше, чем предыдущие H. sapiens, найденные в Европе. Это делает Апидима 1 самым древним свидетельством Homo sapiens за пределами Африки.
Ведущая исследователь, Катерина Харвати, подытожила: «Наши результаты показывают, что на территории современной южной Греции в среднем плейстоцене жили по крайней мере две группы людей: популяция ранних Homo sapiens, которая сменилась неандертальской». Харвати сообщила, что команда попытается извлечь из ископаемых останков древнюю ДНК, но она не слишком надеется на успех. Кроме того, может быть выполнен палеопротеомный анализ древних белков, если удастся получить достаточное количество образцов.
Французский антрополог М.-А. де Люмле описывает черепа из Апидимы как переходные между Homo erectus и неандертальцами.